# Vreden
Vreden är en stad i Kreis Borken i Regierungsbezirk Münster i förbundslandet Nordrhein-Westfalen i Tyskland.